# Joan Noguera
Joan Noguera es un director de cine español. 

## Biografía
Es uno de los directores de Amar en tiempos revueltos, serie  que empezó en emisión de TV el 26 de septiembre, y que transcurre en tiempos de la posguerra civil española. 
Joan Noguera también ha dirigido otras series de éxito como Un paso adelante, Bandolera,  Sin identidad, Isabel y Carlos, rey emperador.